# Eos (mythologie)

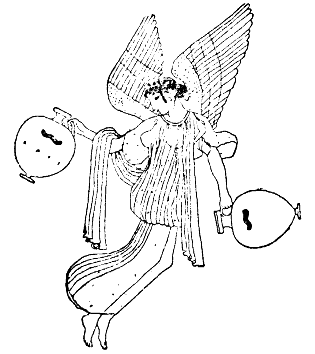
Eos, afbeelding uit het Nordisk familjebok

Eos (Oudgrieks: Ἠώς / Êốs), ook wel gespeld als Eoos, was in de Griekse mythologie de godin van de dageraad. Ze was de dochter van de Titanen van het licht, Hyperion en Theia, en de zus van zonnegod Helios en maangodin Selene.

## Mythe

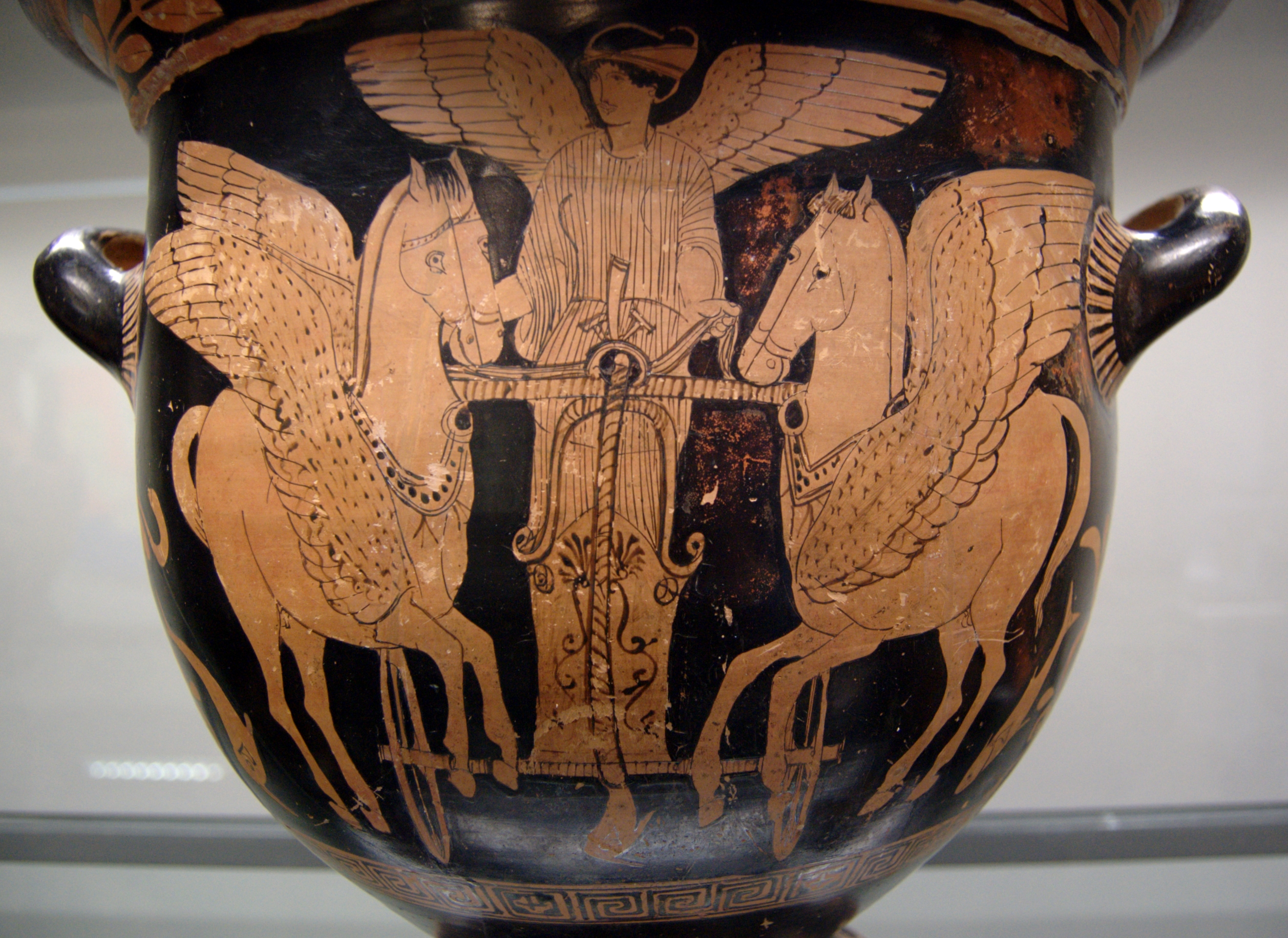
Eos rijdt in haar tweespan over de zee.

Als godin van de dageraad rees Eos 's morgens uit het bed op dat ze deelde met haar geliefde Tithonus, om met haar rozerode vingers (ῥοδοδάκτυλος / rhododáktylos) de gouden poorten van de hemelen tijdig voor haar broer Helios, die in het oosten vanuit de Oceanus oprees, te openen. Zij hief de sluier van de nacht op en strooide rozen op zijn baan terwijl zijzelf, in een saffraankleurig kleed (κροκόπεπλος / krokópeplos) gehuld, op haar met de goddelijke rossen Lampos (= fakkel) en Phaëthon (= schijnende) bespannen tweespan door het luchtruim zweefde en aan het eind van de dag in het westen ten slotte weer onderging. Nadat Eos de poorten had geopend, reed ze naar de Olympus om de komst van Helios aan te kondigen.
Homerus gaf enkele epitheta aan Eos, waaronder rozevingerige ("rhododáktylos") en met saffraankleurig kleed ("krokópeplos"). Deze duiden op de kleuren van de hemel waarlangs Eos met haar tweespan reed. In de Ilias en de Odyssee wordt beschreven dat ze een gele jurk had, die geborduurd of geweven met bloemen was. Ze is op Attische vazen afgebeeld als een bovennatuurlijk mooie vrouw, met een tiara of diadeem en met grote vleugels van een vogel.

## Liefdes
Eos had veel minnaars en aanbidders. Ze was zelf ook voortdurend verliefd, zowel op Titanen als op stervelingen. Deze liefdes liepen echter niet altijd goed af. Aphrodite mocht Eos namelijk niet. Zij had een relatie met Ares, maar ze betrapte Eos toen ze samen met hem was. Eos had een oogje op hem. Aphrodite strafte haar met een onophoudelijk verlangen naar jongelingen. Zo werd ze verliefd op Orion, een reusachtige jager uit Boeotië. Toen Orion met Eos geslapen had, en samen met haar naar Delos ging, was Artemis zo boos, dat ze Orion uit minnenijd met haar pijlen doodde. Ook had Eos verhoudingen met Ganymedes en vanwege zijn schoonheid met Clitus, een kleinzoon van de ziener Melampus. Uit drie relaties kreeg Eos ook kinderen; haar relatie met Astraeus, die met Tithonus, en die met Cephalus.

### Astraeus
Astraeus had als vader ook een Titaan, namelijk Crius. Zijn moeder was Eurybia. Hij verwekte bij Eos de winden (anemoi) en de sterren/planeten (astra planeta). Soms wordt gezegd dat de winden zonen zijn van Eos en Aeolus. Aeolus was echter alleen door Zeus aangesteld als bewaker van de winden. 
De winden waren:
- Boreas, hij personifieerde de noordenwind en veroorzaakte koude winterse winden.
- Zephyros, hij was de personificatie van de westenwind en zorgde voor een zachte lentebries.
- Euros, hij was de god van de oostenwind en werd geassocieerd met de herfst.
- Notos, hij personifieerde de zuidenwind en was verantwoordelijk voor zomerse regenbuien en herfststormen.

In totaal kregen Eos en Astraeus 5 astra planeta, waarvan de bekendste Eosphoros (Venus) is. De overige vier waren Phainon (Saturnus), Phaethon (Jupiter), Pyroeis (Mars) en Stilbon (Mercurius). De planeten Uranus en Neptunus kenden de oude Grieken nog niet.

### Tithonus

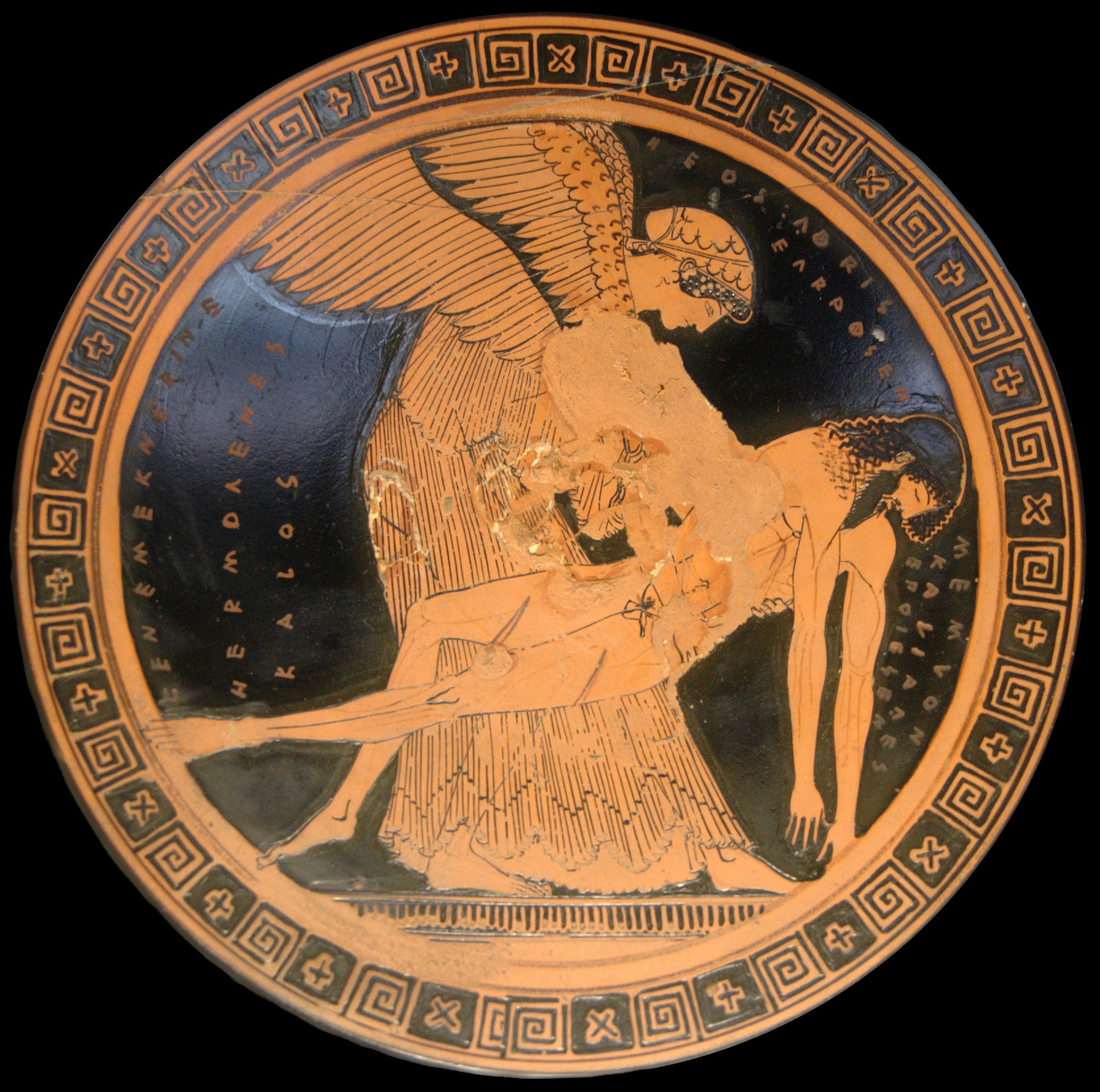
Eos tilt het lichaam van haar zoon Memnon op.

Tithonus was de zoon van de Trojaanse koning Laomedon. Eos nam hem mee naar oostelijk Ethiopië. Uiteindelijk kwamen ze terecht in de stad Susa. Tithonus was een sterveling, wat voor Eos erg vervelend was. Daarom vroeg ze aan Zeus om hem onsterfelijkheid te verlenen. Maar terwijl ze dit vroeg vergat ze de eeuwige jeugd erbij te vragen. Tithonus werd dus steeds ouder, maar ging niet dood. In het begin leefden ze enthousiast in liefde samen, en toen hij oud werd verzorgde ze hem, totdat zijn stem verdween en zijn lichaam uitdroogde. Ze wilde hem niet meer. Ze stond elke ochtend heel vroeg op, zodat ze hem niet zou hoeven zien.
Bij Tithonus werd Eos moeder van Memnon en Emathion. Memnon werd een Ethiopische koning. Tijdens de Trojaanse Oorlog bracht hij een leger naar Troje om de stad tegen de Grieken te beschermen. Hij doodde Antilochus, de zoon van Nestor. Als wraak werd Memnon zelf gedood door Achilles. Zeus schonk hem op verzoek van zijn treurende moeder de onsterfelijkheid. Men beschouwde de dauw als Eos' tranen over Memnons dood. Ook Emathion werd koning van Ethiopië (chronologisch moet dat voor de heerschappij van Memnon zijn geweest). Toen Herakles op weg was om zijn elfde werk te volbrengen, het roven van de gouden appels van de Hesperiden, doodde hij koning Emathion.

### Cephalus
Cephalus, zoon van Hermes en Herse, was getrouwd met Procris (dochter van Erechtheus). Eos werd verliefd op Cephalus en adviseerde hem te onderzoeken hoe trouw Procris was. Dit deed hij door zich te vermommen als vreemdeling. In deze hoedanigheid ging hij naar Procris toe. Toen zij zich door hem liet verleiden maakte Cephalus zich bekend, en Procris vluchtte naar Kreta. Eos en Cephalus kregen tijdens hun relatie drie kinderen. Cephalus verlangde echter weer naar Procris, dus een tijd later volgde een verzoening tussen de twee. Hun relatie werd echter wederom beëindigd; De jaloerse Procris bespiedde Cephalus terwijl hij op jacht was, en hoorde hem Aura (= wind) zingen. Zij dacht dat hij het over Aurora (= Eos) had. In de veronderstelling dat hij een dier zou treffen, doodde Cephalus Procris. Uiteindelijk pleegde Cephalus zelfmoord door van de Leucadische rots te springen. Dit deed hij uit schuldgevoel, omdat hij Procris met Eos had bedrogen.
De drie kinderen die Eos en Cephalus hadden gekregen waren Phaethon, Tithonus en Hesperos. Phaethon werd toen hij nog een kind was meegenomen door Aphrodite, om nachtwaker te zijn van haar belangrijkste heiligdommen. Door de inwoners van Kreta werd hij Adymus genoemd, waarmee de Morgen- en Avondster werd bedoeld. Niet alleen Eosphoros was de god van de planeet Venus, ook Hesperos. Eosphoros had de rol van ochtendster en Hesperos de rol van avondster.

## Andere mythologieën
Eos heeft enkele equivalenten in andere mythologieën.
| Mythologie                | Godin                 |
| Etruskische mythologie    | Thesan                |
| Germaanse mythologie      | Ostara                |
| Hindoeïstische mythologie | Usha                  |
| Romeinse mythologie       | Aurora                |
| Baltische mythologie      | Ausrine               |
| Slavische mythologie      | Oesja                 |
| Azteekse mythologie       | Tlāhuizcalpantecuhtli |

## Stamboom
|        |        |        |        |        |        |  |  |          |          |          |          | Uranus   | Uranus   | Uranus  | Uranus  | Uranus   | Uranus   |          |          |          |          |          |          |          |          |          |          | Gaea     | Gaea     | Gaea | Gaea | Gaea                  | Gaea                  |                       |                       |                       |                       |         |         | Pontus              | Pontus              | Pontus              | Pontus              | Pontus              | Pontus              |  |  |        |        |        |        |        |        |
|        |        |        |        |        |        |  |  |          |          |          |          | Uranus   | Uranus   | Uranus  | Uranus  | Uranus   | Uranus   |          |          |          |          |          |          |          |          |          |          | Gaea     | Gaea     | Gaea | Gaea | Gaea                  | Gaea                  |                       |                       |                       |                       |         |         | Pontus              | Pontus              | Pontus              | Pontus              | Pontus              | Pontus              |  |  |        |        |        |        |        |        |
|        |        |        |        |        |        |  |  |          |          |          |          |          |          |         |         |          |          |          |          |          |          |          |          |          |          |          |          |          |          |      |      |                       |                       |                       |                       |                       |                       |         |         |                     |                     |                     |                     |                     |                     |  |  |        |        |        |        |        |        |
|        |        |        |        |        |        |  |  |          |          |          |          |          |          |         |         |          |          |          |          |          |          |          |          |          |          |          |          |          |          |      |      |                       |                       |                       |                       |                       |                       |         |         |                     |                     |                     |                     |                     |                     |  |  |        |        |        |        |        |        |
|        |        |        |        |        |        |  |  | Hyperion | Hyperion | Hyperion | Hyperion | Hyperion | Hyperion |         |         | Theia    | Theia    | Theia    | Theia    | Theia    | Theia    |          |          | Crius    | Crius    | Crius    | Crius    | Crius    | Crius    |      |      |                       |                       |                       |                       | Eurybia               | Eurybia               | Eurybia | Eurybia | Eurybia             | Eurybia             |                     |                     |                     |                     |  |  |        |        |        |        |        |        |
|        |        |        |        |        |        |  |  | Hyperion | Hyperion | Hyperion | Hyperion | Hyperion | Hyperion |         |         | Theia    | Theia    | Theia    | Theia    | Theia    | Theia    |          |          | Crius    | Crius    | Crius    | Crius    | Crius    | Crius    |      |      |                       |                       |                       |                       | Eurybia               | Eurybia               | Eurybia | Eurybia | Eurybia             | Eurybia             |                     |                     |                     |                     |  |  |        |        |        |        |        |        |
|        |        |        |        |        |        |  |  |          |          |          |          |          |          |         |         |          |          |          |          |          |          |          |          |          |          |          |          |          |          |      |      |                       |                       |                       |                       |                       |                       |         |         |                     |                     |                     |                     |                     |                     |  |  |        |        |        |        |        |        |
|        |        |        |        |        |        |  |  |          |          |          |          |          |          |         |         |          |          |          |          |          |          |          |          |          |          |          |          |          |          |      |      |                       |                       |                       |                       |                       |                       |         |         |                     |                     |                     |                     |                     |                     |  |  |        |        |        |        |        |        |
| Helios | Helios | Helios | Helios | Helios | Helios |  |  | Selene   | Selene   | Selene   | Selene   | Selene   | Selene   |         |         | Tithonus | Tithonus | Tithonus | Tithonus | Tithonus | Tithonus |          |          | Eos      | Eos      | Eos      | Eos      | Eos      | Eos      |      |      | Astraeus              | Astraeus              | Astraeus              | Astraeus              | Astraeus              | Astraeus              |         |         | Pallas              | Pallas              | Pallas              | Pallas              | Pallas              | Pallas              |  |  | Perses | Perses | Perses | Perses | Perses | Perses |
| Helios | Helios | Helios | Helios | Helios | Helios |  |  | Selene   | Selene   | Selene   | Selene   | Selene   | Selene   |         |         | Tithonus | Tithonus | Tithonus | Tithonus | Tithonus | Tithonus |          |          | Eos      | Eos      | Eos      | Eos      | Eos      | Eos      |      |      | Astraeus              | Astraeus              | Astraeus              | Astraeus              | Astraeus              | Astraeus              |         |         | Pallas              | Pallas              | Pallas              | Pallas              | Pallas              | Pallas              |  |  | Perses | Perses | Perses | Perses | Perses | Perses |
|        |        |        |        |        |        |  |  |          |          |          |          |          |          |         |         |          |          |          |          |          |          |          |          |          |          |          |          |          |          |      |      |                       |                       |                       |                       |                       |                       |         |         |                     |                     |                     |                     |                     |                     |  |  |        |        |        |        |        |        |
|        |        |        |        |        |        |  |  |          |          |          |          |          |          |         |         |          |          |          |          |          |          |          |          |          |          |          |          |          |          |      |      |                       |                       |                       |                       |                       |                       |         |         |                     |                     |                     |                     |                     |                     |  |  |        |        |        |        |        |        |
|        |        |        |        |        |        |  |  |          |          |          |          | Memnon   | Memnon   | Memnon  | Memnon  | Memnon   | Memnon   |          |          | Emathion | Emathion | Emathion | Emathion | Emathion | Emathion |          |          |          |          |      |      |                       |                       |                       |                       |                       |                       |         |         | Eosphoros (Venus)   | Eosphoros (Venus)   | Eosphoros (Venus)   | Eosphoros (Venus)   | Eosphoros (Venus)   | Eosphoros (Venus)   |  |  |        |        |        |        |        |        |
|        |        |        |        |        |        |  |  |          |          |          |          | Memnon   | Memnon   | Memnon  | Memnon  | Memnon   | Memnon   |          |          | Emathion | Emathion | Emathion | Emathion | Emathion | Emathion |          |          |          |          |      |      |                       |                       |                       |                       |                       |                       |         |         | Eosphoros (Venus)   | Eosphoros (Venus)   | Eosphoros (Venus)   | Eosphoros (Venus)   | Eosphoros (Venus)   | Eosphoros (Venus)   |  |  |        |        |        |        |        |        |
|        |        |        |        |        |        |  |  |          |          |          |          |          |          |         |         |          |          |          |          |          |          |          |          |          |          |          |          |          |          |      |      | Boreas (noordenwind)  | Boreas (noordenwind)  | Boreas (noordenwind)  | Boreas (noordenwind)  | Boreas (noordenwind)  | Boreas (noordenwind)  |         |         | Phainon (Saturnus)  | Phainon (Saturnus)  | Phainon (Saturnus)  | Phainon (Saturnus)  | Phainon (Saturnus)  | Phainon (Saturnus)  |  |  |        |        |        |        |        |        |
|        |        |        |        |        |        |  |  |          |          |          |          |          |          |         |         |          |          |          |          |          |          |          |          |          |          |          |          |          |          |      |      | Boreas (noordenwind)  | Boreas (noordenwind)  | Boreas (noordenwind)  | Boreas (noordenwind)  | Boreas (noordenwind)  | Boreas (noordenwind)  |         |         | Phainon (Saturnus)  | Phainon (Saturnus)  | Phainon (Saturnus)  | Phainon (Saturnus)  | Phainon (Saturnus)  | Phainon (Saturnus)  |  |  |        |        |        |        |        |        |
|        |        |        |        |        |        |  |  |          |          |          |          | Procris  | Procris  | Procris | Procris | Procris  | Procris  |          |          | Cephalus | Cephalus | Cephalus | Cephalus | Cephalus | Cephalus |          |          |          |          |      |      | Zephyros (westenwind) | Zephyros (westenwind) | Zephyros (westenwind) | Zephyros (westenwind) | Zephyros (westenwind) | Zephyros (westenwind) |         |         | Phaethon (Jupiter)  | Phaethon (Jupiter)  | Phaethon (Jupiter)  | Phaethon (Jupiter)  | Phaethon (Jupiter)  | Phaethon (Jupiter)  |  |  |        |        |        |        |        |        |
|        |        |        |        |        |        |  |  |          |          |          |          | Procris  | Procris  | Procris | Procris | Procris  | Procris  |          |          | Cephalus | Cephalus | Cephalus | Cephalus | Cephalus | Cephalus |          |          |          |          |      |      | Zephyros (westenwind) | Zephyros (westenwind) | Zephyros (westenwind) | Zephyros (westenwind) | Zephyros (westenwind) | Zephyros (westenwind) |         |         | Phaethon (Jupiter)  | Phaethon (Jupiter)  | Phaethon (Jupiter)  | Phaethon (Jupiter)  | Phaethon (Jupiter)  | Phaethon (Jupiter)  |  |  |        |        |        |        |        |        |
|        |        |        |        |        |        |  |  |          |          |          |          |          |          |         |         |          |          |          |          |          |          |          |          |          |          |          |          |          |          |      |      | Euros (oostenwind)    | Euros (oostenwind)    | Euros (oostenwind)    | Euros (oostenwind)    | Euros (oostenwind)    | Euros (oostenwind)    |         |         | Pyroeis (Mars)      | Pyroeis (Mars)      | Pyroeis (Mars)      | Pyroeis (Mars)      | Pyroeis (Mars)      | Pyroeis (Mars)      |  |  |        |        |        |        |        |        |
|        |        |        |        |        |        |  |  |          |          |          |          |          |          |         |         |          |          |          |          |          |          |          |          |          |          |          |          |          |          |      |      | Euros (oostenwind)    | Euros (oostenwind)    | Euros (oostenwind)    | Euros (oostenwind)    | Euros (oostenwind)    | Euros (oostenwind)    |         |         | Pyroeis (Mars)      | Pyroeis (Mars)      | Pyroeis (Mars)      | Pyroeis (Mars)      | Pyroeis (Mars)      | Pyroeis (Mars)      |  |  |        |        |        |        |        |        |
|        |        |        |        |        |        |  |  | Phaethon | Phaethon | Phaethon | Phaethon | Phaethon | Phaethon |         |         | Tithonos | Tithonos | Tithonos | Tithonos | Tithonos | Tithonos |          |          | Hesperos | Hesperos | Hesperos | Hesperos | Hesperos | Hesperos |      |      | Notos (zuidenwind)    | Notos (zuidenwind)    | Notos (zuidenwind)    | Notos (zuidenwind)    | Notos (zuidenwind)    | Notos (zuidenwind)    |         |         | Stilbon (Mercurius) | Stilbon (Mercurius) | Stilbon (Mercurius) | Stilbon (Mercurius) | Stilbon (Mercurius) | Stilbon (Mercurius) |  |  |        |        |        |        |        |        |
|        |        |        |        |        |        |  |  | Phaethon | Phaethon | Phaethon | Phaethon | Phaethon | Phaethon |         |         | Tithonos | Tithonos | Tithonos | Tithonos | Tithonos | Tithonos |          |          | Hesperos | Hesperos | Hesperos | Hesperos | Hesperos | Hesperos |      |      | Notos (zuidenwind)    | Notos (zuidenwind)    | Notos (zuidenwind)    | Notos (zuidenwind)    | Notos (zuidenwind)    | Notos (zuidenwind)    |         |         | Stilbon (Mercurius) | Stilbon (Mercurius) | Stilbon (Mercurius) | Stilbon (Mercurius) | Stilbon (Mercurius) | Stilbon (Mercurius) |  |  |        |        |        |        |        |        |

## Voetnoten
1. ↑  Hesiodus, Theogonia 371, Apollodorus, Bibliotheca I 2.2, Hyginus, Fabulae praefatio, Ovidius, Fasti V 159.
In de Homerische Hymne 31 aan Helios wordt Euryphaessa als haar moeder genoemd. Ze wordt door sommigen Pallantis (dochter van Pallas) genoemd (Ovidius, Fasti IV 373, Valerius Flaccus, Argonautica II 72.).
2. ↑  Hesiodus, Theogonia 371, Homerische Hymne 31 aan Helios, Apollodorus, Bibliotheca I 2.2, Hyginus, Fabulae praefatio.
3. ↑  Homerus, Ilias I 477 ff, Odyseia II 1 e.a., V 118ff, XXIII 244, Mimnermus, fragment 12, Anacreontea, fragment 35.
4. ↑  Oceanus was de wereldzee waarin alle hemellichamen opkwamen en ondergingen.
5. ↑  Homerus, Ilias VIII 1, XIX 1 ff, XXIV 695, Odyseia XV 250 ff.
6. ↑  In tegenstelling tot haar broer moest zij het stellen met een tweespan in plaats van een quadriga.
7. 1 2 3  Homerus, Ilias II 48 ff, XI 1 ff, XIX 1 ff, XXII 195 ff, Odyseia V 1ff., XXII 195 ff, XXIII 244 ff, Georgica I 446, Homerische hymne aan Hermes 185, Mimnermus, fragment 12, Corinna, fragment 690, Ibycus, fragment 284, Apollonius Rhodius, Argonautica I 1280 ff, Theocritus, Idyllae II 145-148, XIII 11, Quintus van Smyrna, Val van Troje II 185 ff, V 395 ff, VI 1 ff, XI 350 ff, XIV 1 ff, Ovidius, Metamorphoses III 150 ff, IV 627 ff, VI 48 ff, XV 88 ff, Fasti III 403 ff, IV 713 ff, V 159 ff, Vergilius, Aeneis IV 12 ff, 129, 585 ff.
Zowel het paard dat haar wagen trok als het hemellichaam Venus én haar zoon met Cephalus worden Phaëthon genoemd. Verwar deze ook niet met Phaëthon, de zoon van zonnegod Helios.
8. ↑  Mogelijk identiek met Tithonus, Eos' minnaar.
9. ↑  Soms worden Eosphoros en Hesperos als dezelfde gezien.